# Поштаярви
Поштаярви — пресноводное озеро на территории Боровского сельского поселения Калевальского района Республики Карелии.

## Общие сведения
Площадь озера — 1,4 км². Располагается на высоте 109,8 метров над уровнем моря.
Форма озера продолговатая: оно вытянуто с северо-запада на юго-восток. Берега изрезанные, каменисто-песчаные, местами заболоченные.
Через озеро протекает река Нива, впадающая в реку Мелличайоки, которая в свою очередь впадает в реку Чирко-Кемь.
Ближе к северной оконечности озера расположены два острова без названия.
К западу от озера проходит лесная дорога.
Код объекта в государственном водном реестре — 02020000911102000005674.